# Nhà thờ Thánh Andrew ở Ružomberok
Nhà thờ Thánh Andrew ở Ružomberok (tiếng Slovakia: Kostol svätého Ondreja v Ružomberok) là một nhà thờ Công giáo La Mã có từ thời Trung cổ ở trung tâm thị trấn Ružomberok, vùng Žilina, Slovakia. Nhà thờ Thánh Andrew ở Ružomberok được ghi danh vào Danh sách Di tích Trung ương, và cũng được công nhận là di tích văn hóa quốc gia vào năm 1963.

## Lịch sử
Nhà thờ Thánh Andrew ở Ružomberok được xây dựng theo phong cách Gothic vào khoảng thế kỷ 13 hoặc thế kỷ 14 ở phía cuối Quảng trường Andrej Hlinka. Lúc bấy giờ, nhà thờ là một tòa nhà hai gian với mặt bằng hình chữ nhật và một đầu hình đa giác, có hai tháp chuông và một nhà nguyện. Trong những thế kỷ tiếp theo, nhà thờ được xây dựng lại lần lượt theo phong cách Phục hưng và Baroque. Lần trùng tu nhà thờ ở quy mô lớn diễn ra vào thời kỳ Phục hưng, bắt đầu vào năm 1585.
Vào giữa thế kỷ 20, nhà thờ có thêm lăng mộ Andrej Hlinka (một linh mục Công giáo La Mã, chính trị gia và là nhân vật hàng đầu của phong trào dân tộc Slovakia).